# Granadilla de Abona
Granadilla de Abona è un comune spagnolo di 54 942 abitanti situato nella comunità autonoma delle Canarie.

## Caratteristiche
Occupa un'area di 155 chilometri quadrati. La sua popolazione nel 2023 era di 54 942 abitanti. Negli ultimi anni la popolazione è aumentata notevolmente a causa dell’afflusso di immigrati provenienti dal Sahara Occidentale, dalla Colombia, da Cuba e da altri paesi africani e dell’America Latina.
Il comune si estende dal centro altitudinale dell'isola - in questo comune si trovano è la terza montagna più alta dell'isola: la Montaña de Guajara (2.718 m) - fino all'Oceano Atlantico.
In questo comune si trova l'aeroporto di Tenerife-Sud, così come la località costiera di El Médano, dove si svolgono importanti gare di windsurf. La Montagna Rossa, un cono vulcanico situato a El Médano, è una riserva naturale protetta.
In questo comune si trova il porto di Granadilla, il più grande porto industriale delle Isole Canarie.
San Pedro de San José Betancur (1626-1667), trascorse qualche tempo in una piccola grotta situata nei pressi dell'attuale abitato di El Médano. La grotta è oggi sede di un piccolo santuario dedicato al santo canarino.
Attualmente Granadilla de Abona è uno dei comuni turistici più importanti delle Isole Canarie.

## Amministrazione

### Gemellaggi
Granadilla de Abona è gemellato con:
- Diano Marina, dal 2013.

## Galleria d'immagini

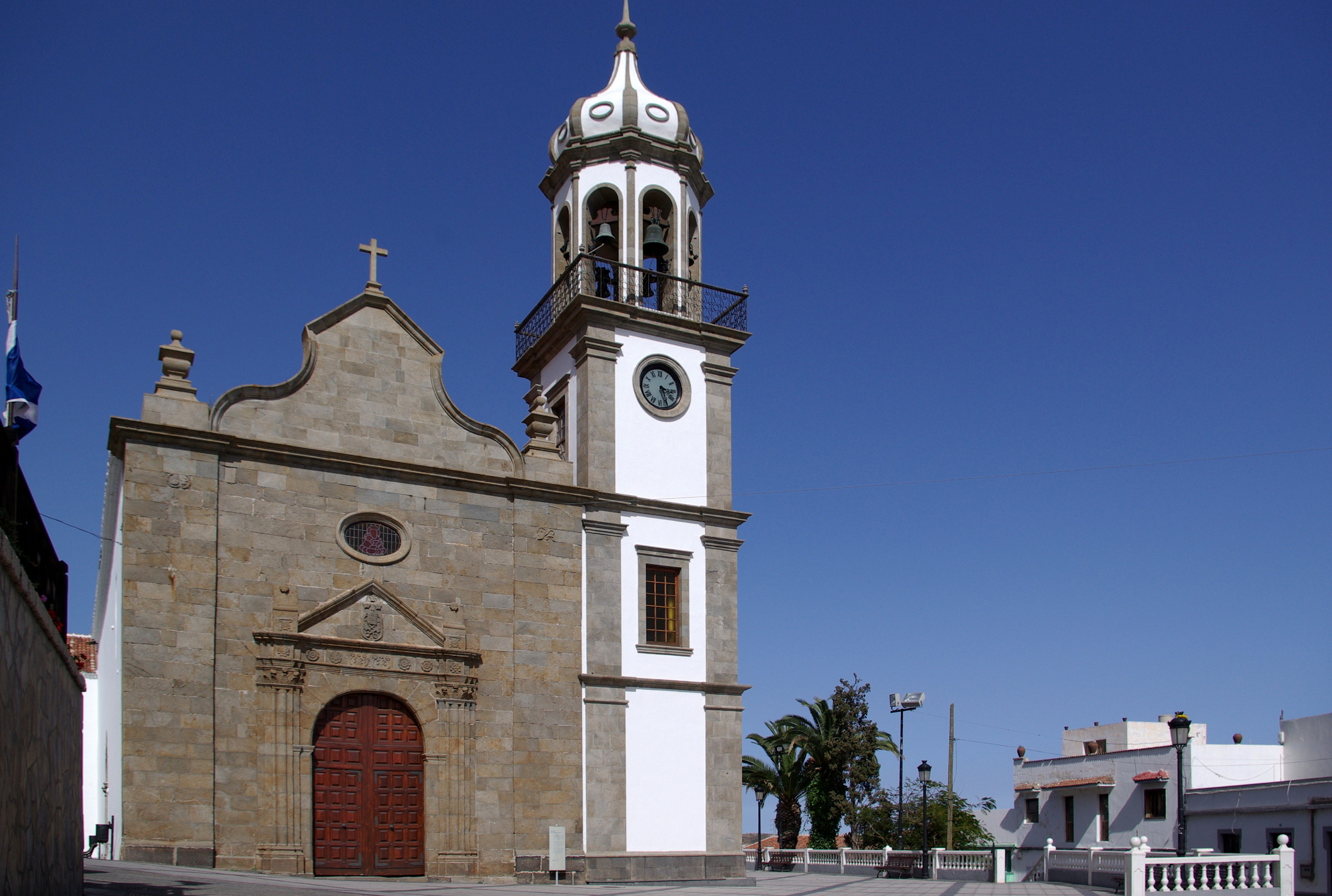
Chiesa di San Antonio de Padova
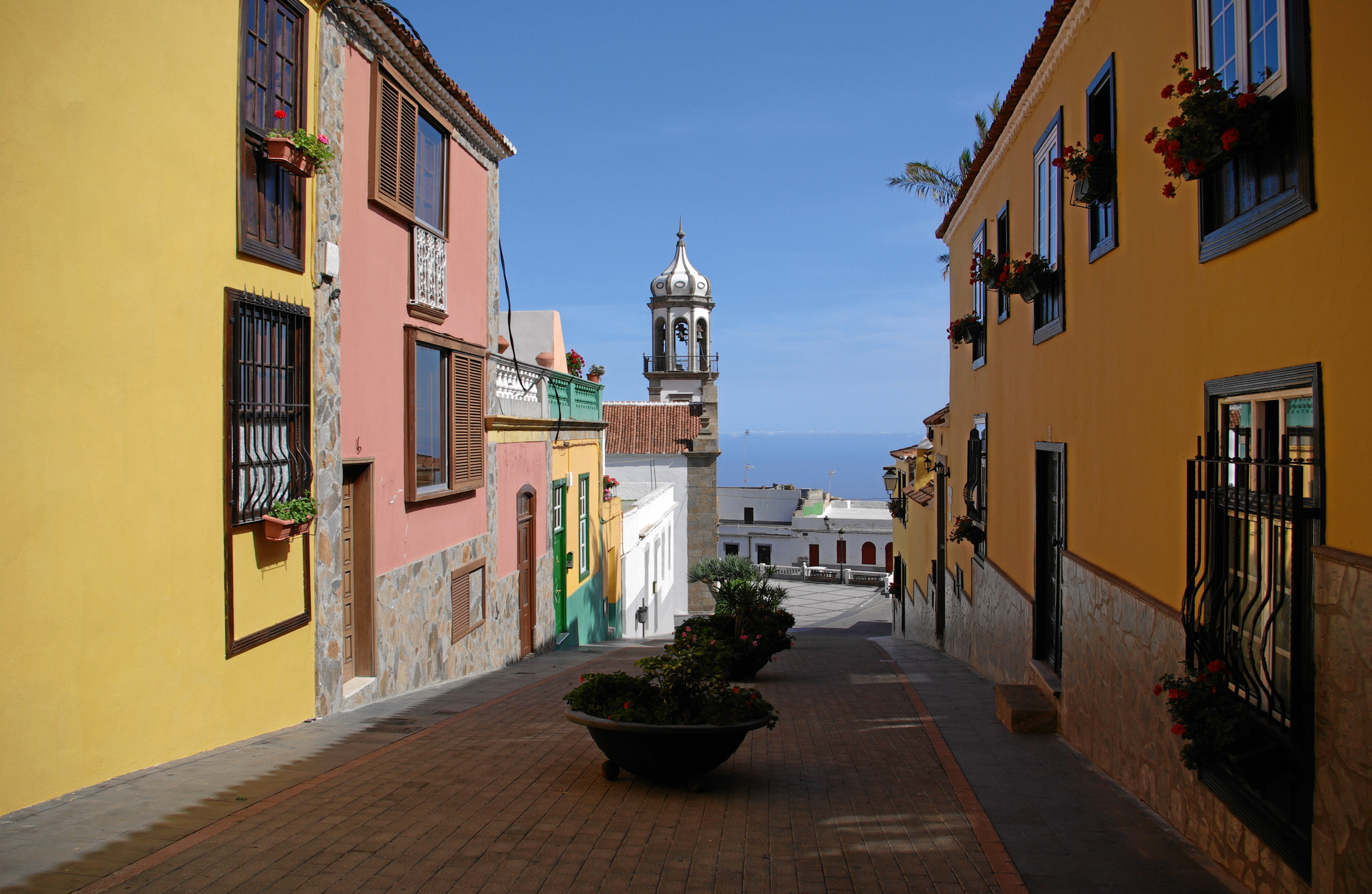
Via della località
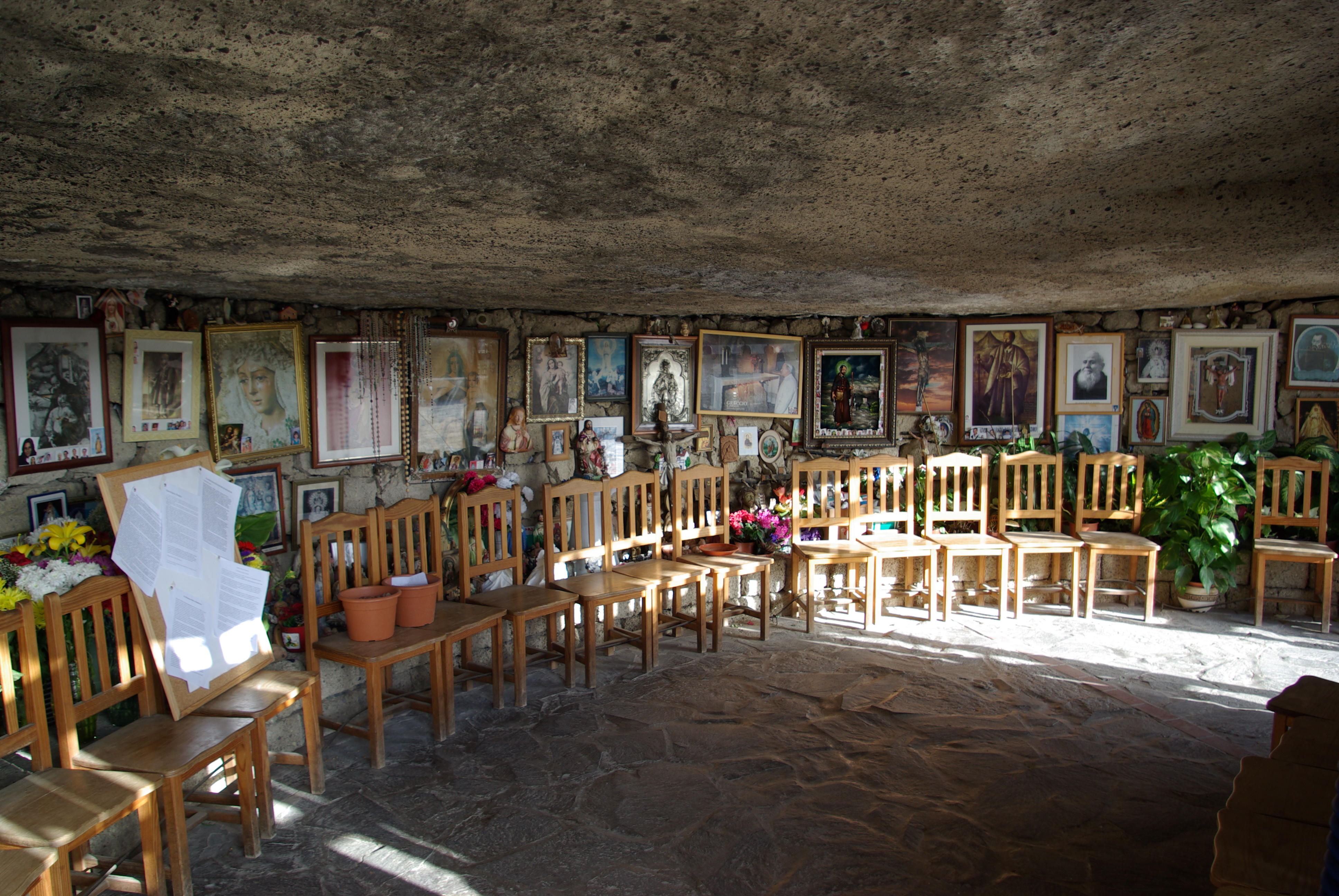
Cueva del Hermano Pedro